# Монтемецци, Итало
Итало Монтемецци (итал. Italo Montemezzi, 4 августа 1875 — 15 мая 1952) — итальянский композитор, автор оперы «Любовь трёх королей» (итал. L'amore dei tre re).
Итало Монтемецци родился в Вигазьо, близ Вероны. Учился музыке в Миланской консерватории, а затем там же в течение года изучал гармонию.
Его опера «Любовь трёх королей», написанная в 1913 году, послужила началом профессиональной карьеры композитора. В 1918 году в Милане состоялась мировая премьера оперы «Корабль». 18 ноября 1919 года Монтемецци дирижировал оперой «Корабль» в Чикагской опере. Во время второй мировой войны, с 1939 года, Монтемецци жил в Южной Калифорнии. Его опера «Моя Италия» (1944 год) стала воспоминанием о родине. Впоследствии композитор часто бывал в Италии, вернулся домой в 1949 году и умер в Вигазьо три года спустя.
Помимо опер, его наследие включает симфоническую поэму «Паоло и Вирджиния» и кантату «Песнь Песней».
Произведения Монтемецци примечательны сочетанием традиционного итальянского лиризма с вагнеровским подходом к использованию оркестра в опере и инструментальной колористикой, сложившейся под влиянием произведений Дебюсси.

## Оперы
- «Бьянка» (итал. Bianca), 1905 (не исполнялась)
- «Джованни Галлурезе» (итал. Giovanni Gallurese), 1905, Турин
- «Геллера» (итал. Hellera), 1909, Турин
- «Святой Пантелеймон» (итал. San Pantaleone ), 1910, Ла Скала
- «Любовь трёх королей» (итал. L'amore dei tre re), 1913, Ла Скала, 1914, Метрополитен-опера
- «Корабль» (итал. La nave), 1918, Ла скала
- «Ночь Зораимы» (итал. La notte di Zoraima), 1931, Ла Скала
- «Волшебство» (итал. L'incantesimo), 1951, Арена ди Верона
- «Принцесса Грёза» (итал. La Principessa Lontana) (не завершена)